# Điểm dính
Điểm dính (còn gọi là điểm hội tụ) x của một tập hợp không rỗng A trong không gian tô pô X là điểm trong không gian X mà mọi lân cận của nó (tập mở chứa x) đều có giao không rỗng với A. Nói cách khác, điểm dính là điểm mà chung quanh nó đều có các phần tử của A.

## Phát biểu
Cho một không gian tô pô X và tập con A trong X: {\displaystyle A\subset X}. Điểm x trong X: {\displaystyle x\in X} được gọi là điểm dính của tập A nếu mọi tập mở U chứa x: {\displaystyle U\ni x} đều phải giao không rỗng với tập A: {\displaystyle U\cap A\not \equiv \emptyset }
Tập hợp các điểm dính của A là bao đóng của A.
Điểm giới hạn của A chính là một điểm dính. Khái niệm điểm dính là khái niệm tổng quát của điểm giới hạn. Điểm cô lập của A là điểm dính của A nhưng không phải điểm giới hạn của A.